# Strobiloscypha keliae
Strobiloscypha keliae är en svampart som beskrevs av N.S. Weber & Denison 1995. Strobiloscypha keliae ingår i släktet Strobiloscypha, ordningen skålsvampar, klassen Pezizomycetes, divisionen sporsäcksvampar och riket svampar.   Inga underarter finns listade i Catalogue of Life.